# Xagħra
Xagħra és un municipi de l'illa de Gozo, a Malta, amb una superfície de 2,5 km². El 2021 tenia 3.621 habitants.